# Carl Koppe

Carl Koppe (Porträtfoto)

Carl Friedrich Koppe (* 9. Januar 1844 in Soest; † 10. Dezember 1910 in Köln) war ein deutscher Geodät und als solcher maßgeblich an der Vermessung des Gotthardtunnels (1874 bis 1875) beteiligt. Als Professor an der TU Braunschweig etablierte er dort die terrestrische Fotogrammetrie und entwickelte um 1890 den ersten Fototheodolit.

## Leben

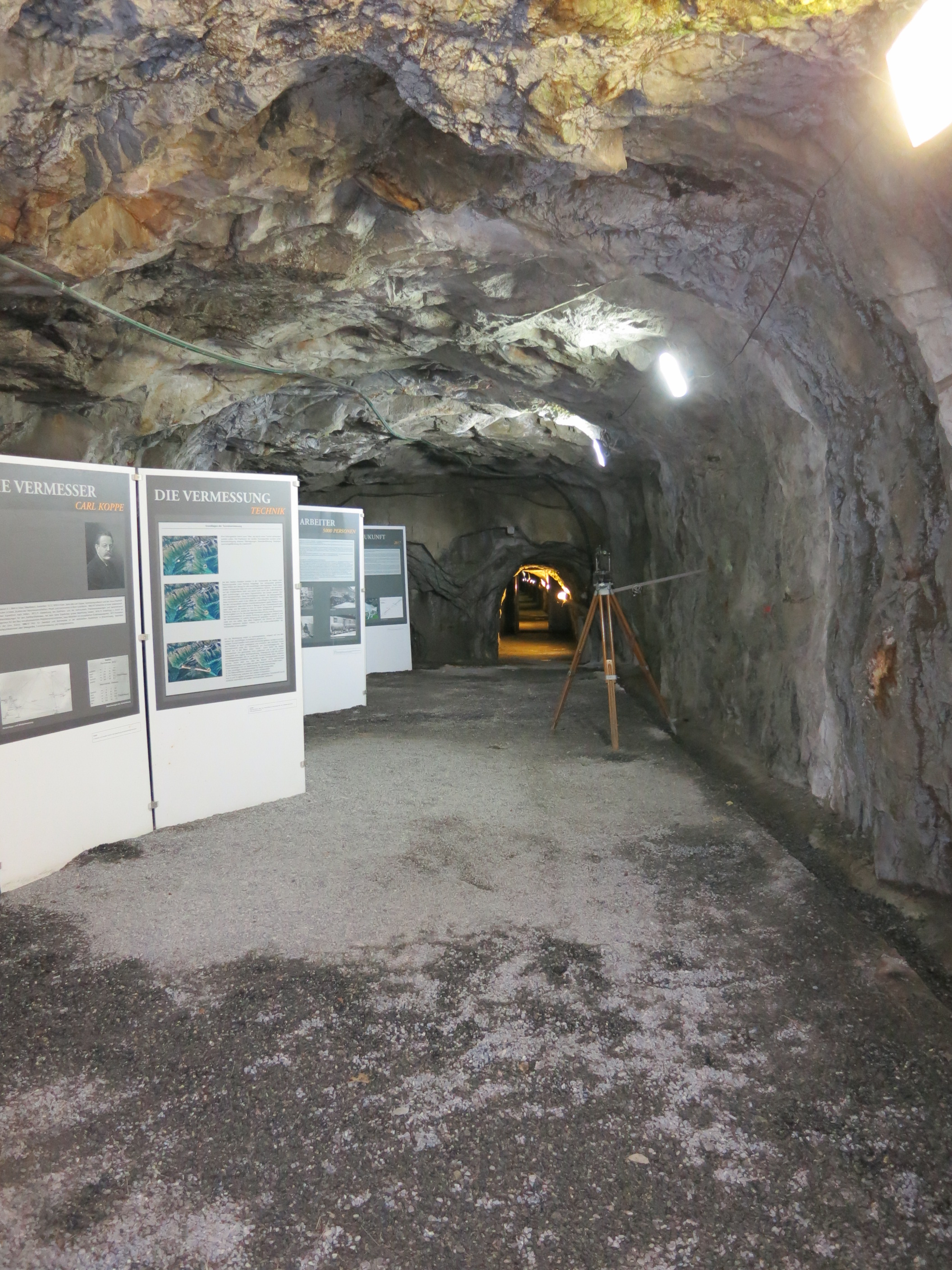
116 m langer Visiertunnel in Göschenen für den Bau des Gotthardtunnels

Der Sohn des Gymnasialprofessors Karl Koppe (1803–1874) und dessen Ehefrau Juliane besuchte das Gymnasium in Soest und anschließend die Kriegsschule in Erfurt, wo er 1862 das Offizierspatent erhielt. Nach Soest zurückgekehrt, maturierte er 1864 und studierte dann Mathematik, Naturwissenschaften und Astronomie in Bonn und Berlin. In den Jahren 1866 bis 1869 nahm er an einer wissenschaftlichen Expedition nach Indien teil, bei der 1868 eine Sonnenfinsternis in Ostindien beobachtet wurde. Von 1872 bis 1875 war er mit Absteckungen des Gotthardtunnels und der Kehrtunnels, geodätischen Präzisionsmessungen und barometrischen Höhenmessungen für den Gotthardbahnbau tätig, bei dem seine Ergebnisse große Beachtung fanden.
Von 1876 bis 1879 war er in Zürich als Ingenieur für den Bau von physikalischen Präzisionsinstrumenten und für Mitarbeit am europäischen Gradmessungsnetz angestellt. 1877 folgte die Promotion an der Universität Zürich. In einer schwierigen Zeit wurde er 1880 als erster Professor für Geodäsie und Astronomie an die Technische Hochschule Braunschweig berufen, als diese wegen zu weniger Studenten knapp vor der Schließung stand.
1901 wurde er zum korrespondierenden Mitglied der Göttinger Akademie der Wissenschaften gewählt. Bis zu seiner Emeritierung 1907 hielt er pro Jahr bis zu 30 verschiedene Lehrveranstaltungen. Er verfasste vielbeachtete Fachpublikationen über Messgeräte, Tunnelvermessung, Kartografie und Photogrammetrie. Für die genauere Auswertung fotogrammetrischer Messbilder entwickelte er (aufgrund einer Idee von Ignazio Porro um 1870) das „Porro-Koppe-Prinzip“, bei dem dasselbe Objektiv wie bei der Aufnahme verwendet wird.
Seine Frau Anna Koppe hat 1912 ein umfassendes Lebensbild von ihm erstellt.

## Werke
- Die Fortschritte auf dem Gebiete des Vermessungswesens in Preußen unter der Regierung König Wilhelm I.. Verl.-Anst. u. Dr. A.-G., Hamburg 1889 (Digitalisat)
- Die Photogrammetrie, oder Bildmesskunst. Verlag der Deutschen Photographen-Zeitung, Weimar 1889
- Photogrammetrie und internationale Wolkenmessung. Friedrich Vieweg und Sohn, Braunschweig 1896
- Wesen und Bedeutung der graphischen Künste für den Illustrations- und Kartendruck. Verl.-Anst. u. Dr. A.-G., Hamburg 1898 (Digitalisat)